# Promjenjiva geometrija krila
Zrakoplov s promjenjivom geometrijom krila tijekom leta može zabaciti krila unazad i vratiti ih u prvobitni položaj. Pri letu na manjim brzinama i tijekom uzlijetanja zrakoplovu su krila raširena dok su pri većim brzinama zabačena unazad. Pilot tako može odrediti koji mu položaj "strijele krila" najbolje odgovara za određeni režim leta. Zrakoplovima s ovakvim krilima znatno je povećan razmak između najmanje i najveće brzine što je i jedan od osnovnih zahtjeva za vojne avione. Loša strana je dodatna težina i zahtjevna konstrukcija s čime se umanjuje korisnost ovakve izrade.

## Povijesni razvoj
Zrakoplov s promjenjivom geometrijom krila nastao je iz pokusnih aviona na kojima su se ispitivale mogućnosti ovakve konstrukcije. Prvi ovakav zrakoplov bio je Messerschmitt Me P.1101 na kojem se je "strijela krila" mogla namjestiti samo na zemlji. Urađeno je mnoštvo letova s raznim kutovima strijele krila kako bi se odredili najbolji položaji za određene režime leta.
Krajem drugog svjetskog rata P.1101 prebačen je u Ameriku na daljnje razmatranje, U tvornici Bell Aircraft napravljena je inačica koja je kut krila mogla mijenjati i tijekom leta. Prvi problem koji je otkriven na pokusnim letovima s Bell X-9 zrakoplovom bilo je saznanje da se pomicanjem krila unazad pomiče i centar uzgona samog zrakoplova potiskujući tako nosni dio prema dolje. Na zrakoplove se zato počeo ugrađivati sustav za kompenzaciju ovog efekta. 
Od Drugog svjetskog rata sve do početka 1960. godine rađeni su pokusi na zrakoplovima s ovom vrstom krila ali niti jedan nije ušao u redovni servis. Stalno povećavanje težine a s tim i opterećenja krila zahtijevalo je rješenje za postizanje povoljnijih osobina uzlijetanja i slijetanja. SAD su tada uključile ovu konfiguraciju u TFX (eng. Tactical Fighter Experimental) program, iz kojeg nedugo zatim izlazi General Dynamics F-111, prvi zrakoplov za redovni servis s promjenjivom geometrijom krila.
Slični zahtjevi naveli su i Sovjetski aerodinamički institut (TsAGI), da istražuje mogućnost uporabe krila s promjenjivom geometrijom. "TsAGI" je razvijao dvije odvojene koncepcije koje su se razlikovale u udaljenosti izražene u postocima između ukupnog raspona krila i njegove osi zakretanja. Nepokretni dio krila uz trup zrakoplova nije samo smanjivao negativni aerodinamički učinak promjenom njegove "strijele" nego je služio i za smještaj glavnog podvozja ili podvjesnih nosača za naoružanje. Ova shema se je mogla primijeniti na većinu postojećih konstrukcija što su Sovjeti ubrzo i uradili na avionima Suhoj Su-17 i Tupoljev Tu-22M. Dizajn na novijim zrakoplovima, s upotrebom puno manjeg prostora za izradu mehanizma zakretanja, nalikovao je onom na F-111. S različitim odnosima zakretanja nova shema krila se nalazi na lovcu MiG-23 i jurišnom Suhoj Su-24.
Britanci, nakon prekidanja vlastitog programa započinju zajednički projekt s Francuskom (AVG, Anglo-French Variable Geometry aircraft). Kada je francuski udio umanjen, Britanci nalaze novog partnera u "F104 Konzorciju europskih nacija" te se osniva program "višenamjenski borbeni zrakoplov" (eng. Multi-Role Combat Aircraft, (MRCA). Iz ovog programa nastaje Panavia Tornado., lovačko-jurišni zrakoplov sa sličnim osobinama kao i F-111. U međuvremenu Američka ratna mornarica planira zamjenu prizemljenih F-111 s novijim Grumman F-14 Tomcat zrakoplovom.  Krilima s promjenjivom geometrijom mogu postići manju brzinu slijetanja neophodnu za nosače zrakoplova a tijekom leta mogu služiti kao brzi lovci- presretači. Iako ima slabije motore F-14 je neusporedivo okretniji. Upravljiviji je od svih dotadašnjih zrakoplova ove vrste zahvaljujući manjim silama na krilu (dio uzgona proizvodi posebno oblikovani trup) i automatskom promjenom "strijele krila".
U međuvremenu "Rockwell International" uključio je krila s promjenjivom geometrijom u "Advanced Manned Strategic Bomber" (AMSA) u kojem se proizvodi bombarder B-1 Lancer. Cilj je bio postizanje optimalne kombinacije što veće putne brzine i nadzvučne brzine ulaza (u neprijateljski teritorij) na ekstremno malim visinama. Trenutno posljednji izrađeni zrakoplov s ovakvim krilima je Ruski Tupoljev Tu-160 Blackjack koji je prvi let imao 1980. godine.
Istraživanja su se također provodila i na Boeingovom nadzvučnom 2707 zrakoplovu. Već tijekom dizajna utvrđeno je kako bi sam mehanizam zauzeo veći dio putničke kabine te je istraživanje obustavljeno a na avion su ugrađena delta krila.
Iako krila s promjenjivom geometrijom daju mnoge prednosti kao što su kraća uzletno-sletna staza, veća nosivost, niža visina napada, stalni problem je komplicirani mehanizam upravljanja zakretanjem kao i njegova težina. S novim sustavom upravljanja s kojima se postiže velika stabilnost aviona oko njegovih osi eliminirane su loše osobine nepokretnih krila tako da od Tupoljeva Tu-160 nije izrađen više niti jedan zrakoplov s pokretnim krilima.

## Zrakoplovi s promjenjivom geometrijom krila
- B-1 Lancer
- Bell X-5
- Dassault Mirage G
- EF-111A Raven
- F-14 Tomcat
- F-111
- Messerschmitt Me P.1101
- MiG-23
- MiG-27
- Panavia Tornado
- Suhoj Su-17
- Suhoj Su-24
- Tupoljev Tu-160
- Tupoljev Tu-22M
- XF10F Jaguar